# Ispod crte (2003.)
Ispod crte, hrvatski dugometražni film iz 2003. godine.

## Sadržaj
Toni shvaća da voli susjedu Zrinku (maturanticu koja je pri upisu na fakultet ostala pod crtom) tek kada se ona s majkom sprema na rad u Italiju. Toni bi rado otišao s njima i zbog Zrinke i zato što mu je obiteljska situacija teška (otac mu je veteran Domovinskoga rata i boluje od PTSP-a).

## Glavni likovi
- Rakan Rushaidat - Toni Požgaj
- Leona Paraminski - susjeda Zrinka
- Filip Šovagović - otac Ivan Požgaj
- Jasna Bilušić - majka Dragica Požgaj
- Dubravka Ostojić - susjeda Ruža, Zrinkina majka
- Anja Šovagović-Despot - Patricija Požgaj, Tonijeva teta, sestra Ivana Požgaja
- Relja Bašić - Antun Požgaj, Tonijev i Klarin djed
- Nada Subotić - Irma Požgaj